# Californication Tour
Tournées par Red Hot Chili Peppers
One Hot Minute tour 
 (1995-1997) By the Way tour 
(2002-2004)
Le Californication tour est une série de concerts qui a eu lieu en 1999 et 2000 par le groupe de rock des Red Hot Chili Peppers.

## Premières parties
- Stereophonics
- Muse
- Feeder
- 311
- The Bicycle Thief
- Foo Fighters
- Kool Keith
- Blonde Redhead
- Stone Temple Pilots
- Fishbone
- Primus